# Concerto pour piano no 2 de Prokofiev
Pour les articles homonymes, voir Concerto pour piano (homonymie).

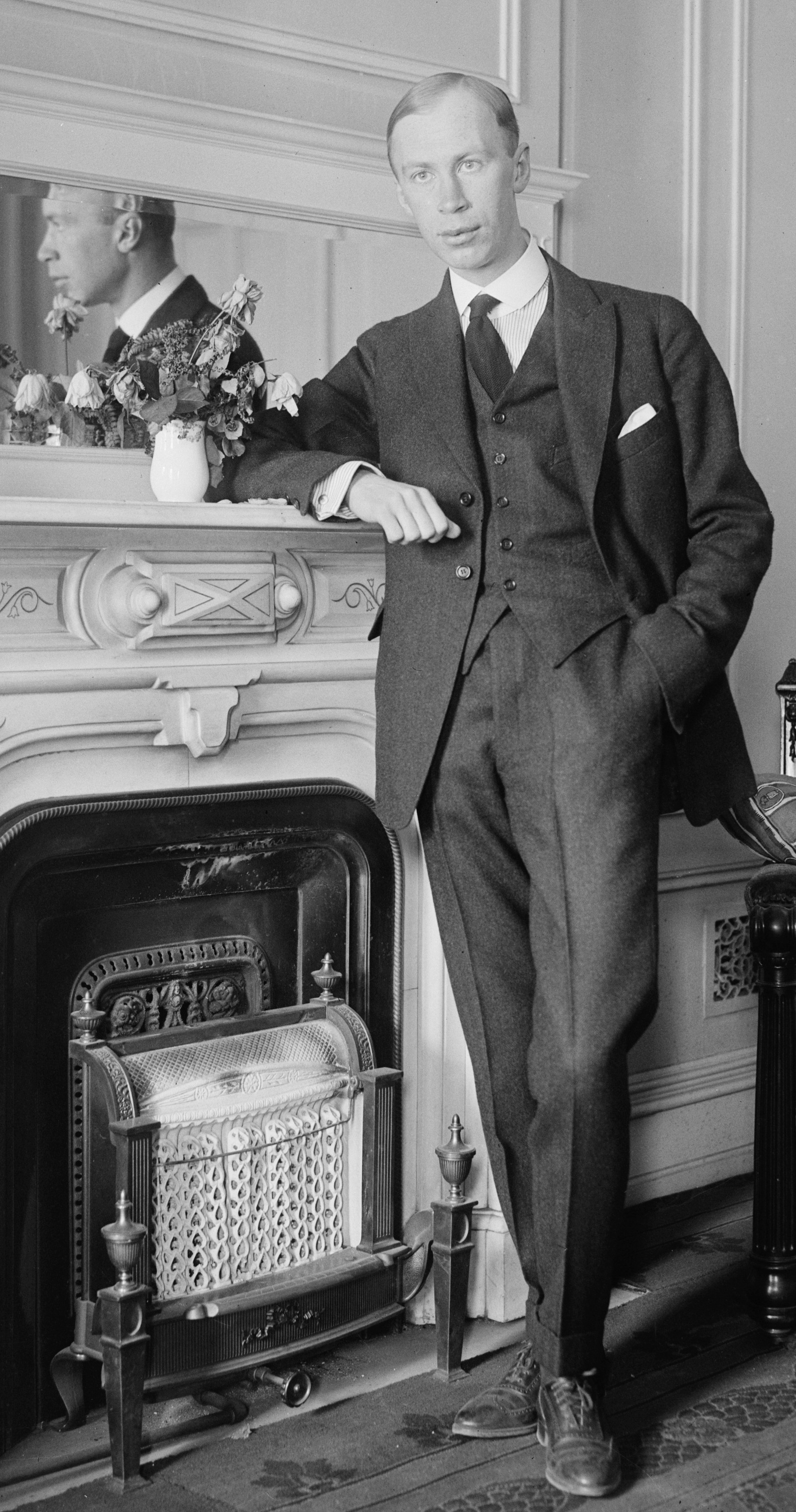
Serguei Prokofiev dans son salon.

Le Concerto pour piano no 2 en sol mineur de Sergueï Prokofiev, opus 16, a été composé en 1912-1913 et réécrit en 1923. Il est créé le 5 septembre 1913 à Pavlovsk près de Saint-Pétersbourg.

## Présentation
Il adopte la structure peu courante du concerto en quatre mouvements (comme le Concerto pour piano et orchestre no 2 de Brahms) avec un bref deuxième mouvement. 
Il s’agit du deuxième des cinq concertos pour piano du compositeur. Il a été écrit deux ans après son premier concerto et un an avant son troisième concerto, bien avant ses symphonies. Il s'agit d’une œuvre de jeunesse, Prokofiev achevant ses études au conservatoire de Saint-Pétersbourg. Sa durée d'exécution est d'environ une demi-heure.
L'œuvre, débordante de vitalité et de piquant, est dédiée à Maximilian Schmidthof, un étudiant du même conservatoire et ami du compositeur, qui s’était récemment suicidé ; sa création provoqua un scandale sans précédent. La partition fut perdue dans les suites de la révolution de 1917 et le musicien pendant un séjour en Allemagne en fit une nouvelle version en 1923, à partir d’une réduction pour piano seul. Il la considérait même comme son quatrième concerto, le troisième étant achevé peu avant. La création de cette seconde version eut lieu à Paris le 8 mai 1924 sous la direction de Serge Koussevitzky, avec un accueil mitigé.

## Analyse de l’œuvre
Le premier et dernier mouvements durent une douzaine de minutes encadrant deux brefs mouvements.

### Andantino
Le romantisme du thème initial est aussitôt neutralisé par le second thème, presque grotesque. Ce premier mouvement frappe par son atmosphère extrêmement sombre, tourmentée. Il comporte notamment une très longue cadence, dont la difficulté technique et la complexité vont de pair avec une intensité dramatique rare ; cette cadence débouche finalement sur un retour de l'orchestre tout entier, dans un crescendo énorme et presque monstrueux qui constitue le paroxysme de ce mouvement.

### Scherzo (vivace)
Le deuxième mouvement, de trois minutes seulement, en ré mineur, dévoile dès le début un caractère sauvage qui annonce très clairement le quatrième mouvement. Là encore, le piano étonne par sa virtuosité avec les deux mains constamment à l'octave ; celle-ci caractérise souvent l'écriture pianistique de Prokofiev (lui-même pianiste virtuose).

### Intermezzo (allegro moderato)
Le troisième mouvement sur un rythme de marche plein d'ironie acide, pesant par son introduction (les notes "piochées au hasard", dirait-on), met en avant la clarinette. Ce mouvement se conclut sur une coda fougueuse et puissante.

### Allegro tempestoso
Le titre indique son contenu : la rage et les restes de sauvagerie hérités du Scherzo explosent dans ce mouvement où l'orchestre et le piano s'embrasent. Résolument virtuose, d'une bravoure très lisztienne, le concerto s'achève (dans la tonalité de sol mineur) par tout l'orchestre et le piano.

## Orchestration
| Instrumentation du 2e concerto pour piano et orchestre                                                            |
| Cordes |
| premiers violons, seconds violons, altos, violoncelles, contrebasses,                                             |
| Bois |
| 2 Flûtes, 2 Hautbois, 2 Clarinettes en la, 2 Bassons,                                                             |
| Cuivres |
| 4 Cors en ré, 2 Trompettes en ré, 3 Trombones, 1 Tuba                                                             |
| Clavier |
| Piano |
| Percussions |
| timbales, grosse caisse, cymbales (frappées et suspendues), caisse claire et tambour de basque (trois exécutants) |

## Discographie (sélective)
- Vladimir Ashkenazy (piano), London Symphony Orchestra, André Previn (Decca, 1974)
- Horacio Gutiérrez (piano), Royal Concertgebouw Orchestra, Neeme Järvi (Chandos, 1990)
- Yundi Li (piano), Orchestre philharmonique de Berlin, Seiji Ozawa (Deutsche Grammophon, 2007)
- Beatrice Rana (piano), Orchestre de l'Académie nationale Sainte-Cécile, Antonio Pappano (Warner, 2015)
- Daniil Trifonov (piano), Orchestre du Théâtre Mariinsky, dir. Valery Gergiev (Deutsche Grammophon, 2019)
- Behzod Abduraimov (piano), Royal Philharmonic Orchestra, Vasily Petrenko (Alpha, 2024)